# Booterstown
Booterstown är en förort till Irlands huvudstad Dublin. Booterstown ligger 26 meter över havet och antalet invånare är 7 142.